# Claudio Rivalta
Claudio Rivalta (Ravena, 30 de junho de 1978) é um ex-futebolista profissional italiano que atuava como defensor.